# Municipio de Vernon (condado de Walsh)
El municipio de Vernon (en inglés: Vernon Township) es un municipio ubicado en el condado de Walsh en el estado estadounidense de Dakota del Norte. En el año 2010 tenía una población de 88 habitantes y una densidad poblacional de 0,94 personas por km².

## Geografía
El municipio de Vernon se encuentra ubicado en las coordenadas 48°19′32″N 97°50′18″O / 48.32556, -97.83833. Según la Oficina del Censo de los Estados Unidos, el municipio tiene una superficie total de 93.43 km², de la cual 93,43 km² corresponden a tierra firme y (0 %) 0 km² es agua.

## Demografía
Según el censo de 2010, había 88 personas residiendo en el municipio de Vernon. La densidad de población era de 0,94 hab./km². De los 88 habitantes, el municipio de Vernon estaba compuesto por el 94,32 % blancos, el 1,14 % eran afroamericanos y el 4,55 % eran de una mezcla de razas. Del total de la población el 1,14 % eran hispanos o latinos de cualquier raza.